# Grete Heckscher
Grete Heckscher   (Copenhaguen, 8 de novembre de 1901 - Horne, 6 d'octubre de 1987) va ser una tiradora d'esgrima danesa, especialista en floret, que va competir durant la dècada de 1920.
El 1924 va prendre part en els Jocs Olímpics de París, on guanyà la medalla de bronze en la competició de floret individual del programa d'esgrima.